# موزع الشرارة

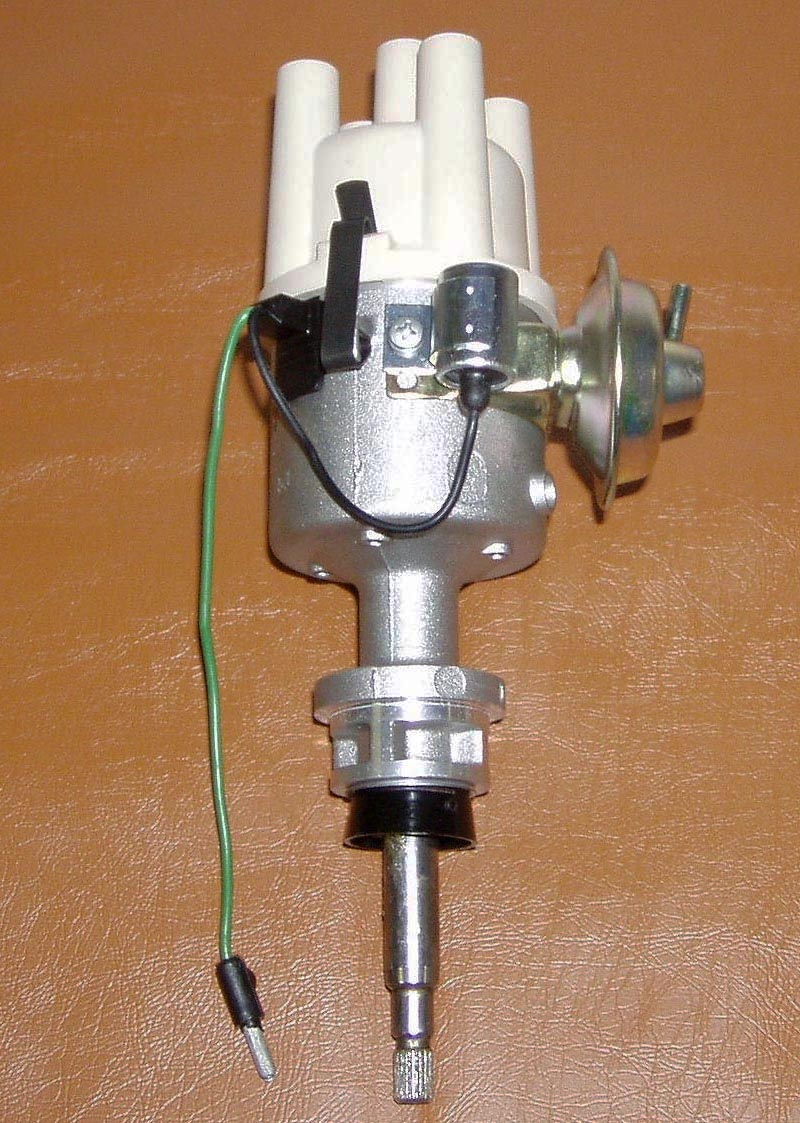
موزع شرارة

موزع الشرارة (بالإنجليزية: Distributor)‏ أو الديلكو (بالفرنسية: Delco)‏ هو جهاز كهربائي أساسي في السيارة ويقوم بالأساس بتنظيم وضبط توقيت دائرة الاشتعال على حسب ترتيب تقسيمه المحرك (عيار الكهرباء) أي توزيع الشرارة الكهربائية على شمعات الإحتراق في التوقيت المطلوب بالضبط ويتم ذلك من خلال شاكوش التوزيع وعمود الموزع وكما يعمل على فتح وغلق الدارة الكهربائية بين البطارية وملف الاشتعال ونتيجة لذلك يتكون مجال مغناطيسي في الملف الابتدائي وبعد ذلك يتولد بالاستنتاج جهد تيار عالي في الملف الثانوي يخرج على شكل شرارة يذهب للشموع ما يجعل المحرك يشتعل ويعمل.

## مكوناته

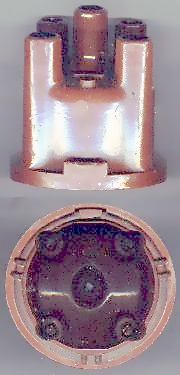
غطاء الموزع

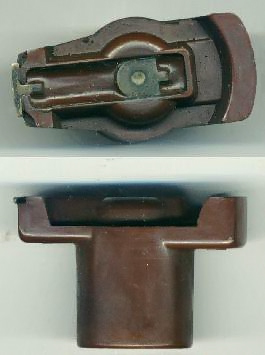
العضو الدوار

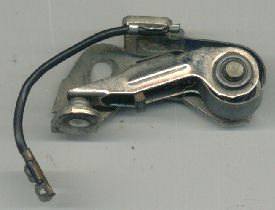
صينية البلاتين

- غطاء عظمة الموزع مع الفحمة الكربونية (عظمة الموزع ) الدسبريتر.
- العضو الدوار (الشاكوش)
- عمود الموزع
- قاطع التيار أوالتلامس (البلاتين)
- المكثف
- صينية البلاتين
- منظم التوقيت قوة الطرد المركزي
- منظم التوقيت بالضغط المنخفض (الفاكوم)